# Маса (Терни)
Маса је насеље у Италији у округу Терни, региону Умбрија.
Према процени из 2011. у насељу је живело 68 становника. Насеље се налази на надморској висини од 181 м.